# Marco Rutilio Lupo
Marco Rutilio Lupo (en latín: Marcus Rutilius Lupus) fue un militar romano, Prefecto de Egipto durante el levantamiento judío de 115-117 (la Guerra de Kitos). Aunque Lupo contuvo con éxito la revuelta inicial en Alejandría, tuvo que recurrir a las principales fuerzas imperiales para sofocarla, cuyo objetivo finalmente se logró con una enorme pérdida de vidas y propiedades. También extiende su protección a los residentes judíos no rebeldes de Alejandría.

## Biografía
Durante su mandato, supervisó varios proyectos arquitectónicos en la provincia, incluido un nuevo pórtico en el Oasis de Tebas dedicado a Isis y Serapis. El pórtico fue construido en el mismo estilo que el templo de Panópolis en Thebaid, construido bajo su predecesor Servio Sulpicio Similio. El pórtico mostraba la siguiente inscripción: 
 Para la fortuna del Señor Emperador César Nerva Trajano, el mejor, Augusto, Germánico, Dacico, bajo Marco Rutilio Lupo, prefecto de Egipto. Para Sarapis e Isis, los dioses más grandes, los habitantes de Cysis, habiendo decretado la construcción del pilón, lo hicieron en señal de piedad. En el año 19 del emperador César Nerva Trajano, el mejor, Augusto, Germánico, Dácico, el primero de Pachón. 
También se sabe que fue el Praefectus annonae de Roma en algún momento entre 103 y 111 d. C. Este puesto fue el segundo puesto más alto para los caballeros romanos, inmediatamente después de la importancia del puesto de Prefecto de Egipto. 

### Papel en la industria del ladrillo
Según una investigación realizada por Bloch, Stienby y Setälä, Marco Rutilio Lupus fue una de las personas más importantes en la historia de la industria del ladrillo romano (Bodel: 61), y se le atribuye la introducción de la datación consular a los sellos urbanos en 110. Durante la primera década del siglo II, Rutilius, siendo un terrateniente y ya un productor de ladrillos en Roma, comenzó a explorar depósitos de arcilla cerca del actual Vaticano conocido como figlinae Brutianae y estampado su producto con un lobo rebus, tal vez debido a su cognomen Lupo. La producción continuó allí hasta su muerte, quizás alrededor de 123. También adquirió otras tierras arcillosas, respectivamente figlinae Naevianae y figlinae Narnienses (Bodel: 23).